# Ice Hockey (jeu vidéo, Nintendo)
Ice Hockey est un jeu vidéo de hockey sur glace, édité par Nintendo, sorti sur Nintendo Entertainment System en 1988.

## Système de jeu
Vous jouez avec une équipe de 4 joueurs + le gardien. 
Parmi les joueurs vous pouvez choisir 3 types de joueurs de hockey :
- Des légers, qui ont la particularité d'être rapide, mais faible en tir et en reprise du palet.
- Des moyens, qui sont moyens en tout.
- Des gros, qui sont lent mais fort en reprise de palet et tir.